# Julien Foucaud
Julien Foucaud (2 de julio de 1847, Cabariot-26 de abril de 1904, Rochefort) fue un botánico francés.

## Biología
Hijo de granjeros pobres, será maestro particular y ejercerá en Charente-Maritime de 1867 a 1885. Y consagra su tiempo libre a la Botánica, presentando a la "Sociedad de Ciencias Naturales de la Charente-Inférieure" su primer artículo, un catálogo de plantas vasculares en 1877.
Obtiene el cargo de reorganizador del Jardín botánico de La Rochelle. En 1885, es nombrado director del Jardín botánico de la Marina, en Rochefort. Ese mismo año, un amigo común, le permite ubicar a J.Lloyd (1810-1896). Colabora con la Flore de l’Ouest de la France (1886). Y participa en la Flore de France de Georges C.Chr. Rouy (1851-1924) pero debe interrumpir la labor por razones de salud.

## Honores

### Membresías
- 1902: designado miembro de honor de la Société Botanique de France

### Eponimia
- (Apiaceae) Oenanthe foucaudii Tesser[1]

- (Asteraceae) Erigeron × foucaudii B.Bock[2]

- (Asteraceae) Hieracium foucaudianum Arv.-Touv.[3]

- (Caryophyllaceae) Spergularia foucaudiana Beauverd[4]

- (Fabaceae) Astragalus foucaudii Rouy[5]

- (Poaceae) Atropis foucaudii Hack. ex Fouc.[6]

- (Rosaceae) Rubus foucaudii H.Lév.[7]

- (Violaceae) Viola foucaudii A.Sav.[8]

- La abreviatura «Foucaud» se emplea para indicar a Julien Foucaud como autoridad en la descripción y clasificación científica de los vegetales.[9]